# Margaret Wright
Pour les articles homonymes, voir Margaret Wright (mathématicienne) (de) et Wright.
Margaret Wright (11 janvier 1917 - 20 août 1999) était une actrice américaine durant les années 1930-1940.
Elle est née à New York et décédé à Los Angeles, Californie.
Elle est connue pour avoir été la voix du train anthropomorphe Casey Junior dans Dumbo (1941) des  studios Disney.